# Kandanur
Kandanur is een panchayatdorp in het district Sivaganga van de Indiase staat Tamil Nadu. 

## Demografie
Volgens de Indiase volkstelling van 2001 wonen er 6.454 mensen in Kandanur, waarvan 49% mannelijk en 51% vrouwelijk is. De plaats heeft een alfabetiseringsgraad van 69%. 